# 위젯 스튜디오
위젯 스튜디오(Wizet studio)는 넥슨 코리아 소속의 게임 개발 스튜디오이다. 개발 1본부.
대표작으로 《메이플스토리》가 있으며, 2004년에 메이플스토리의 배급사인 넥슨의 스튜디오로 편입되었다.
메이플스토리의 차기작으로 홍보한 《카바티나 스토리》의 오픈 베타 테스트를 2009년 7월 16일에 시작했으나, 같은 해 12월 31일에 서비스를 종료하였다.
메이플스토리 정식 후속작인 《메이플스토리 2》를 2015년 7월 7일 정식 서비스하였다.

## 개발 게임
- 메이플스토리
- 카바티나 스토리
- 메이플스토리 2
- 큐플레이(舊 퀴즈퀴즈, 서비스 중단)

## 같이 보기
- 넥슨
- 데브캣 스튜디오
- 로두마니 스튜디오